# 北京大学光华管理学院
北京大學光華管理學院（英語：Guanghua School of Management, Peking University），前身是於1980年成立的北京大學經濟系國民經濟管理專業。1985年从該專業獨立，成為北京大學經濟管理系，1994年正式更名為光華管理學院。北京大學光華管理學院以「創造管理知識，培養商界領袖，推動社會進步」為使命，本科、學術型研究生、金融碩士、MBA、EMBA、MPAcc、高層管理教育等課程已獲得國際權威認證。光華管理學院的著名教授包括厲以寧、張維迎等。現任院長為刘俏、董事長為尹衍樑。
光華管理學院與香港光華管理學院並沒有任何關連。

## 學院歷史
1980年，北京大學經濟系設置國民經濟管理專業。
1985年，北京大學重新組建經管學院，經濟系國民經濟管理專業獨立成為經濟管理系，同時成立管理科學中心，這兩個院系成為光華管理學院的前身；
1993年，在經濟管理系和管理科學中心兩個院系的基礎上成立了北京大學工商管理學院；
1994年，北京大學工商管理學院和光華教育基金會訂立合作協議，改名為光華管理學院。

## 歷任院長
| 任別 | 姓名   | 任期           |
| ---- | ------ | -------------- |
| 1    | 厲以寧 | 1994年－2005年 |
| 2    | 吴志攀 | 2005年－2006年 |
| 3    | 張維迎 | 2006年－2010年 |
| 4    | 蔡洪濱 | 2010年－2017年 |
| 5    | 刘俏   | 2017年－       |

## 開設課程
北京大學光華管理學院共有7個學系，並提供以下課程：
- 會計學系
- 應用經濟學系
- 金融學系
- 市場營銷學系
- 管理科學與信息系統系
- 組織與戰略管理系
- 商務統計與經濟計量系

| 學位                     | 英文名稱                                    | 英文縮寫 | 簡述 |
| ------------------------ | ------------------------------------------- | -------- | --- |
| 學士                     | Undergraduate Degree Program                | UG       | 工商管理本科課程，學生須修畢指定必修科、一定數量的選修科和完成畢業論文。本科生設有金融、會計及市場營銷三個專業。 |
| 碩士研究生課程           | Graduate Degree Program                     | PG       | 為兩年研究生課程，部分專業設有「碩、博連讀」機制。                                                               |
| 會計碩士                 | Master of Professional Accounting           | M.PAcc   | 會計專業學位，它和會計專業碩士研究生課程的不同之處，為它主要供會計專業人士修讀，較著重職業導向性。               |
| 工商管理碩士             | Master of Business Administration           | M.B.A    | 主要為培養商界管理人才而設的課程，北大和海外大學設立了工商管理碩士雙學位課程。                                   |
| 高级管理人員工商管理碩士 | Executive Master of Business Administration | E.M.B.A  | 主要為在職商界人士而設的課程。                                                                                   |
| 博士研究生課程           | Doctor of Philosophy                        | Ph.D.    | 商學研究生課程，學生須按研究方向修畢指定學科，並完成研究論文。                                                   |

## 著名校友
- 許勤
- 呂台年
- 郭文韜

## 外部連結
- 北京大學光華管理學院官方網站 （页面存档备份，存于）
- 北京大学光华管理学院的抖音 - 抖音 （页面存档备份，存于）
- 北京大学光华管理学院的个人空间-北京大学光华管理学院个人主页-哔哩哔哩视频 （页面存档备份，存于）
- 北京大学光华管理学院的新浪微博
- Peking University, Guanghua School of Management MBA的Facebook專頁
- Guanghua School of Management的Instagram帳戶
- YouTube上的Peking University, Guanghua School of Management頻道